# Rhineuridae
Rhineuridae је фамилија црволиких гуштера која укључује само један савремени род и врсту, Rhineura floridana, као и многе изумрле врсте. Савремена врста насељава уискључиво област Флориде, док су изумрле врсте биле распрострањене широм Северне Америке. Фосилни записи фамилије досежу 60 милиона година уназад у палеоцен, а највећи диверзитет достижу током еоцена и олигоцена.